# Kozinki
Kozinki (prononciation : [kɔˈʑinki]) est un village polonais de la gmina de Zakrzew dans le powiat de Radom de la voïvodie de Mazovie dans le centre-est de la Pologne.
Il se situe à environ 4 kilomètres à l'est de Zakrzew (siège de la gmina), 9 kilomètres au nord-ouest de Radom (siège du powiat) et à 86 kilomètres au sud de Varsovie (capitale de la Pologne).

## Histoire
De 1975 à 1998, le village appartenait administrativement à la voïvodie de Radom.